# Podisus maculiventris
Podisus maculiventris (лат.) — вид клопов, распространённый на территории Северной Америки. 

## Описание
Самец-имаго около 11 мм в длину, самка немного крупнее. Цвет тела варьируется от коричневого до светло-коричневого. В рацион его питания входят около 90 видов насекомых, включая личинки колорадского жука, непарного шелкопряда, американской белой бабочки и мексиканского бобового жука. Так как в список его добычи входят сельскохозяйственные вредители, считается полезным насекомым. Самка откладывает 17—70 яиц, каждое размером в 1 мм. Период взросления (включая стадию яйца) составляет 27—38 дней. Впадает в спячку в октябре и выходит из неё в апреле.

## Галерея

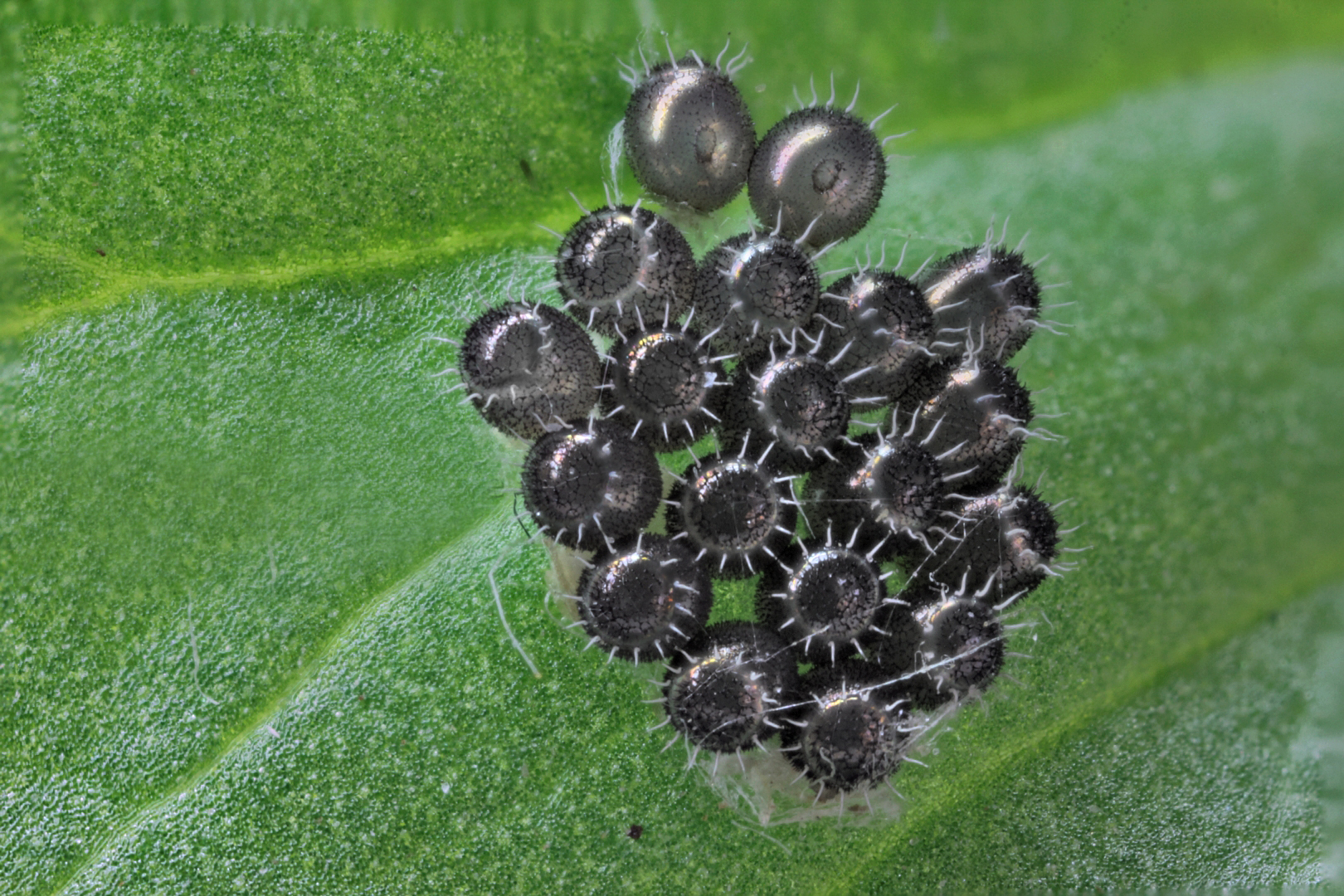
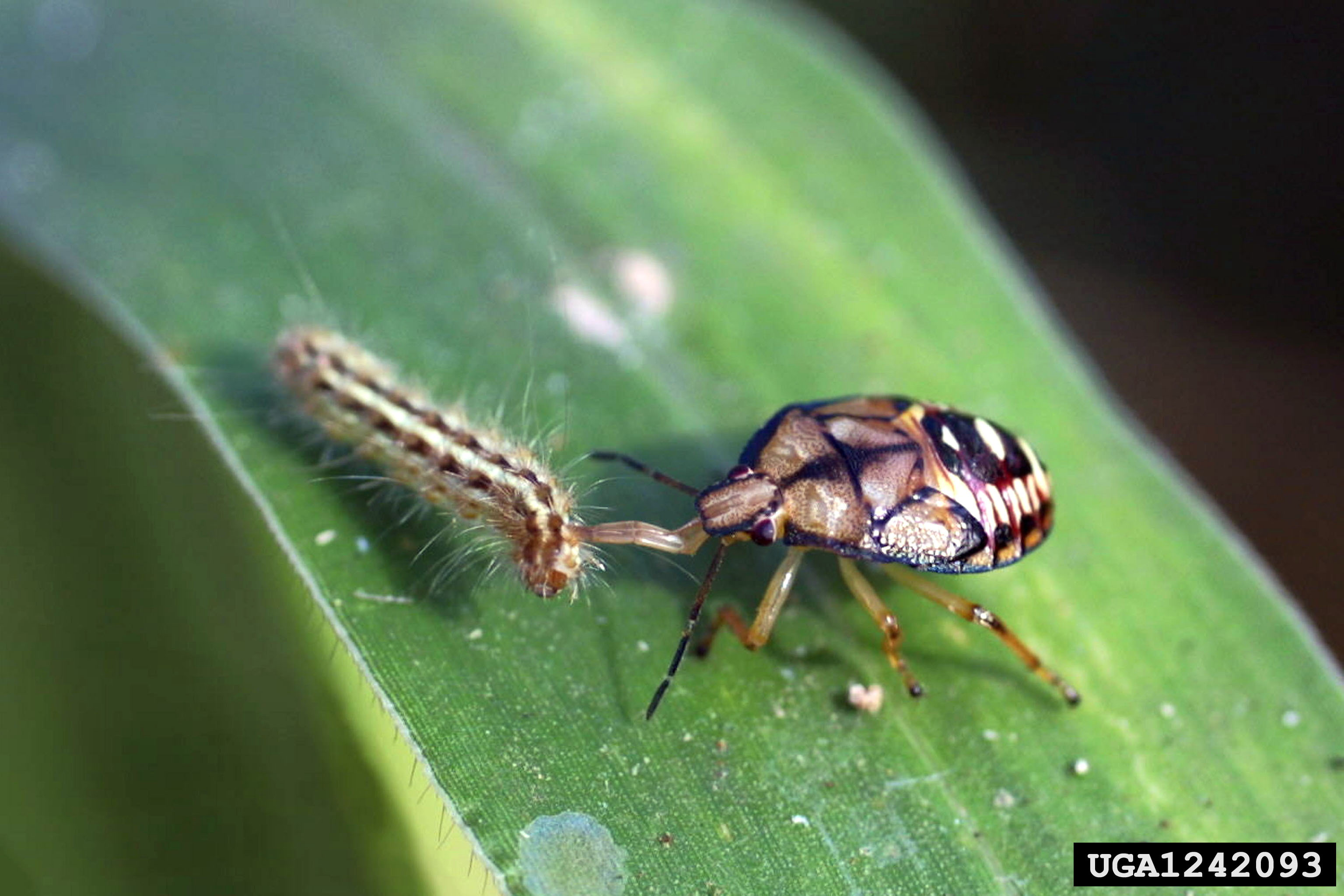
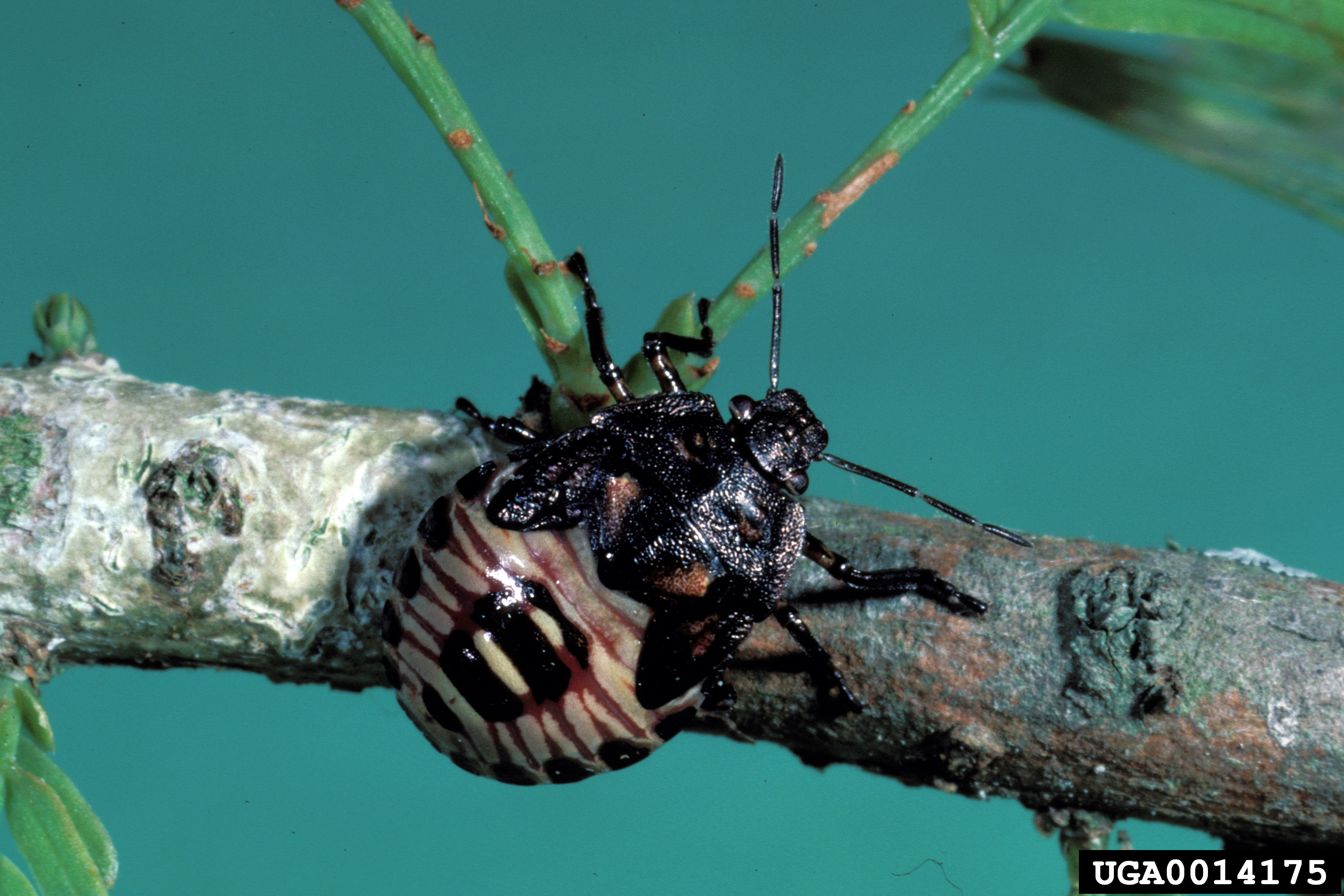
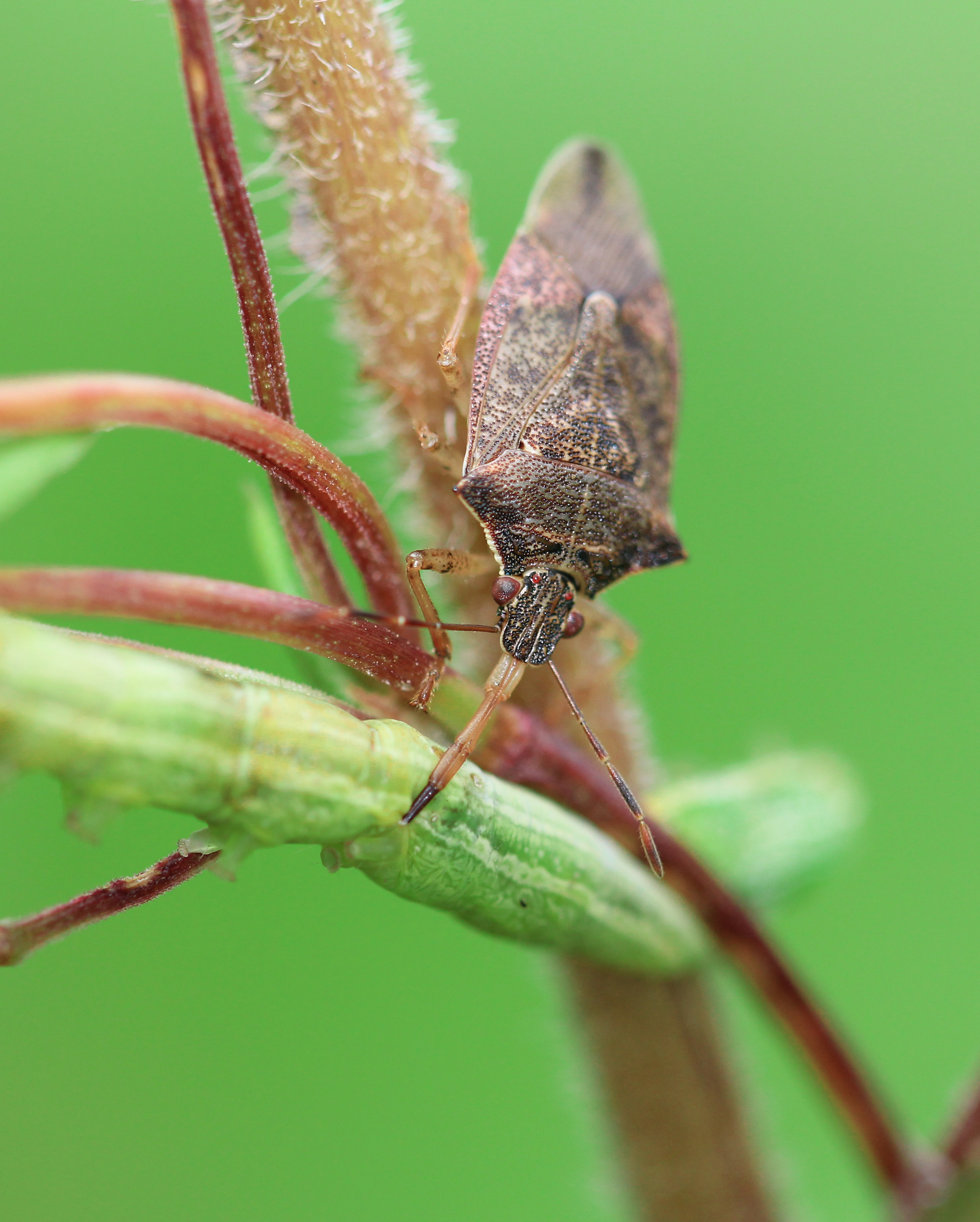